# Ophion mirsa
Ophion mirsa är en stekelart som först beskrevs av Shestakov 1926.  Ophion mirsa ingår i släktet Ophion, och familjen brokparasitsteklar. Inga underarter finns listade.